# 花垣县
花垣县位于中国湖南省西部边缘、花垣河流域，是湘西土家族苗族自治州下辖的一个县。区域总面积为1,111平方公里，县人民政府驻花垣镇。

## 历史
清代设永绥直隶厅，1913年改为永绥县。1952年由永绥县更名花垣县，以县治花垣得名。

## 地理
花垣县地处湖南、重庆和贵州三省市交界处。相邻的县级行政区，北接保靖县，东临吉首市，南界凤凰县，西部和重庆秀山土家族苗族自治县、贵州松桃苗族自治县相连。

## 行政区划
花垣县下辖9个镇、3个乡：
龙潭镇、民乐镇、吉卫镇、麻栗场镇、雅酉镇、边城镇、花垣镇、双龙镇、石栏镇、长乐乡、猫儿乡和补抽乡。
2004年花垣县辖8个镇、13个乡。2005年进行乡镇行政区划调整，将原21个乡镇调整为18个，将全县的8镇13乡调整为8镇10乡，即将原大河坪乡整体与茶峒镇合并更名为边城镇，原窝勺乡整体与花垣镇合并组成新的花垣镇，原大龙洞乡整体与补抽乡合并组成新的补抽乡。

## 人口
湘西州第七次全国人口普查主要数据公报显示：花垣县常住人口为249238人，男性人口占比51.54%，女性人口占比48.46%，年龄结构中0-14岁占比22.22%，15-59岁占比59.29%，60岁以上占比18.49%，65岁以上占比15.06%。
全县总人口272,646人（2004年），非农业人口40956人，农业人口231690人。。

## 政治

### 现任领导
| 机构     | 花垣县人民政府 县长 | · 中国共产党 · 花垣县委员会 · 书记 | 花垣县人民代表大会 常务委员会 主任 | · 中国人民政治协商会议 · 花垣县委员会 · 主席 |
| -------- | ------------------- | ---------------------------------- | ---------------------------------- | -------------------------------------------- |
| 姓名     | 王京海              | 王京海                             | 田宗武                             | 龙仕英                                       |
| 民族     | 土家族              | 土家族                             | 土家族                             | 苗族                                         |
| 出生地   | 湖南省慈利县        | 湖南省慈利县                       | 湖南省花垣县                       |                                              |
| 出生日期 | 1975年9月（49歲）   | 1975年9月（49歲）                  | 1970年7月（54歲）                  |                                              |
| 就任日期 | 2022年3月           | 2025年2月                          | 2021年7月                          | 2021年10月                                   |

## 民族
主要民族为苗族、汉族和土家族，其中苗族207,430人，汉族47,246人，土家族17,294人。当地苗族使用苗语湘西方言。

## 交通
- 209国道、 319国道过境。

## 文化
花垣县被文化部授予“文化之乡”。浓烈的苗族风情令人陶醉。古老的苗族山民月月有节日，尤以“四月八”歌会、“七月八”赶秋节最为隆重热烈。花垣县边城镇（原名茶峒镇），古朴清秀，因沈从文笔下的《边城》而驰名中外。

### 国家级非物质文化遗产代表性项目
- 苗族古歌

## 旅游
境内有古苗河、边城茶洞、小龙洞和大龙洞等历史文化古迹和自然景观。